# Мотрунківська сільська рада
Мотрунківська сільська рада — колишня адміністративно-територіальна одиниця та орган місцевого самоврядування в Янушпільському районі Житомирської і Бердичівської округ, Вінницької й Житомирської областей Української РСР з адміністративним центром у селі Мотрунки.

## Населені пункти
Сільській раді на час ліквідації були підпорядковані населені пункти:
- с. Мотрунки

## Населення
Кількість населення ради, станом на 1923 рік, становила 1 275 осіб, кількість дворів — 304.
Відповідно до перепису населення СРСР, станом на 17 грудня 1926 року, чисельність населення ради становила 786 осіб, з них, за статтю: чоловіків — 366, жінок — 420; етнічний склад: українців — 544, поляків — 242. Кількість господарств — 172, з них несільського типу — 1.

## Історія та адміністративний устрій
Створена 1923 року, в складі сіл Коваленки та Мотрунки Краснопільської волості Полонського повіту Волинської губернії. 7 березня 1923 року увійшла до складу новоствореного Янушпільського району Житомирської округи. 26 червня 1926 року, відповідно до рішення Бердичівської ОАТК (протокол № 3/6 «Про складання твердої сітки сільрад»), в с. Коваленки створено окрему, Коваленківську сільську раду Янушпільського району.
Станом на 1 вересня 1946 року сільська рада входила до складу Янушпільського району Житомирської області, на обліку в раді перебувало с. Мотрунки.
Ліквідована 11 серпня 1954 року, відповідно до указу Президії Верховної ради Української РСР «Про укрупнення сільських рад по Житомирській області», територію ради та с. Мотрунки приєднано до складу Молочківської сільської ради Янушпільського району Житомирської області.